# Verbandsgemeinde Kusel
La comunità amministrativa di Kusel (Verbandsgemeinde Kusel) era una comunità amministrativa della Renania-Palatinato, in Germania.
Faceva parte del circondario di Kusel.
A partire dal 1º gennaio 2018 è stata unita alla comunità amministrativa di Altenglan per costituire la nuova comunità amministrativa Kusel-Altenglan.

## Suddivisione
Comprendeva 18 comuni:
1. Albessen
2. Blaubach
3. Dennweiler-Frohnbach
4. Ehweiler
5. Etschberg
6. Haschbach am Remigiusberg
7. Herchweiler
8. Konken
9. Körborn
10. Kusel (città)
11. Oberalben
12. Pfeffelbach
13. Reichweiler
14. Ruthweiler
15. Schellweiler
16. Selchenbach
17. Thallichtenberg
18. Theisbergstegen

Il capoluogo era Kusel.